# ロドリゴ・フェルナンデス
ロドリゴ・フェルナンデス（Rodrigo Fernández、1996年2月8日 - ）は、セリエAエリート、ラグビー・コロルノに所属するラグビーユニオン選手。

## プロフィール
- チリ出身[1]。
- ポジションはフルバック(FB)。
- 身長 183cm、体重 82kg
- 7人制チリ代表に選ばれたことがある[2]。
- チリ代表キャップは27（2024年12月現在）でラグビーワールドカップ2023のチリ代表に選ばれた[3]。

## 略歴
2021年、セルクナムに加入。その後ペトラルカを経て、2024年、コロルノに加入。

## 受賞歴
- 国際ラグビー選手会男子トライ・オブ・ザ・イヤー:2022年[6]